# Панамериканский чемпионат по дзюдо 1994
Панамериканский чемпионат по дзюдо 1994 года прошёл 8-9 октября в столице Чили Сантьяго под эгидой Панамериканского союза дзюдо. Чемпионат был 20-м по счёту. Четвёртый раз подряд сильнейшими стали представители Кубы, которые в этот раз удостоились 16 наград: 10 золотых, 2 серебряных и 4 бронзовых. Всего по ходу соревнований на пьедестал поднимались спортсмены из 10 стран.

## Медалисты

### Мужчины
| Категория   | Золото                    | Серебро                     | Бронза                                                   |
| ----------- | ------------------------- | --------------------------- | -------------------------------------------------------- |
| до 56 кг    | Родолфо Ямаёси · Бразилия | Мики Мацумото · США         | Исмади Алонсо · Куба Пабло Гомес · Аргентина             |
| до 60 кг    | Маноло Пулот · Куба       | Брайан Мариана · США        | Карлос Бортоле · Бразилия Рикарод Акуна · Мексика        |
| до 65 кг    | Израэль Планас · Куба     | Энрике Гимарайш · Бразилия  | Торо Тан · Канада Франциско Вивас · Аргентина            |
| до 71 кг    | Жан-Пьер Кантин · Канада  | Эрик де ла Пас · Куба       | Себастьян Алгуати · Аргентина Серхио Оливейра · Бразилия |
| до 78 кг    | Гастон Гарсиа · Аргентина | Ренато Дагнино · Бразилия   | Армандо Малдонадо · Куба Маркус Доусон · США             |
| до 86 кг    | Карлос Онорато · Бразилия | Никола Жиль · Канада        | Андрес Рамос · Куба Пабло Элисии · Аргентина             |
| до 95 кг    | Хорхе Варди · Аргентина   | Белармино Сальгадо · Куба   | Рафаэль Хуэсо · США Даниэль дель'Агвила · Бразилия       |
| свыше 95 кг | Франк Гарсиа · Куба       | Орландо Бассино · Аргентина | Джеймс Кендрик · Канада Хосе Транквилини · Бразилия      |

### Женщины
| Категория   | Золото                       | Серебро                                | Бронза                                                 |
| ----------- | ---------------------------- | -------------------------------------- | ------------------------------------------------------ |
| до 45 кг    | Мирледис Турро · Куба        | Патрисия Урибе · Колумбия              | Патрисия Мелгарейо · Аргентина Гизелла Наула · Эквадор |
| до 48 кг    | Амарилис Савон · Куба        | Хиллари Вольф · США                    | Каролин Лепаг · Канада Андреа Родригес · Бразилия      |
| до 52 кг    | Каролина Мариани · Аргентина | Натали Госселин · Канада               | Легна Вердесия · Куба Дениз Буэнжермино · Бразилия     |
| до 56 кг    | Дриулис Моралес · Куба       | Рени Хок · Канада                      | Анджела Валлес · Колумбия Нинфа Альварес · Чили        |
| до 61 кг    | Илеана Зулуэта · Куба        | Мишель Бэкингем · Канада               | д'Ануа Бьерриа · США Кристиан Пармигиано · Бразилия    |
| до 66 кг    | Одалис Реве · Куба           | Дульче Пина · Доминиканская Республика | Шарон Сейбель · США Софи Робердж · Канада              |
| до 72 кг    | Яхима Рамирес · Куба         | Грейс Дживиден · США                   | Ники Дженкинс · Канада Люциана Охи · Бразилия          |
| свыше 72 кг | Дайма Бельтран · Куба        | Эдилен Андраде · Бразилия              | Кэрол Шильд · США Сильвана Филиппи · Аргентина         |

## Медальный зачёт
*   Принимающая страна (Чили)
| Место           | Страна                   | Золото | Серебро | Бронза | Всего |
| --------------- | ------------------------ | ------ | ------- | ------ | ----- |
| 1               | Куба                     | 10     | 2       | 4      | 16    |
| 2               | Аргентина                | 3      | 1       | 6      | 10    |
| 3               | Бразилия                 | 2      | 3       | 8      | 13    |
| 4               | Канада                   | 1      | 4       | 5      | 10    |
| 5               | США                      | 0      | 4       | 5      | 9     |
| 6               | Колумбия                 | 0      | 1       | 1      | 2     |
| 7               | Доминиканская Республика | 0      | 1       | 0      | 1     |
| 8               | Мексика                  | 0      | 0       | 1      | 1     |
| 8               | Чили*                    | 0      | 0       | 1      | 1     |
| 8               | Эквадор                  | 0      | 0       | 1      | 1     |
| Всего стран: 10 | Всего стран: 10          | 16     | 16      | 32     | 64    |